# Ulf Siverstedt
Ulf Stefan Siverstedt, född 5 juli 1956 i Motala församling i Östergötlands län, är en svensk militär.
Siverstedt, grundutbildad vid FJS, tog officersexamen vid Krigsskolan 1979 och befordrades till löjtnant samma år vid K1 i militärpolistjänst. Han befordrades till major 1987 och tjänstgjorde i slutet av 1980-talet vid Livgardets dragoner. Efter att ha befordrats till överstelöjtnant erhöll han 1995 tjänst som tillförordnad chef för Personalutvecklings- och arbetsmiljösektionen i Personalavdelningen i Gemensamma staben i Högkvarteret. Han utnämndes till överstelöjtnant med särskild tjänsteställning 1996 och tjänstgjorde i slutet av 1990-talet vid Livregementets husarer som bataljonschef och tjänsteförrättande regementschef. Han var 2003–2004 ställföreträdande chef för Arméns taktiska kommando 1.Mekdivisionsstab i Operativa insatsledningen i Högkvarteret. Efter att ha befordrats till överste var han 2005–2006 ställföreträdande chef för Livgardet.
På 2010-talet tjänstgjorde han vid Försvarshögskolan, först som ställföreträdande chef för Militärvetenskapliga institutionen och därefter som chef för Krigsvetenskapliga avdelningen till 2014. Därefter tjänstgjorde han i svenska insatsen i Afghanistan (FS 26) med placering som Chief of Staff vid ANSF (Afghan National Security Forces) Directorate, ISAF DACOS JOPS, HQ IJC, ISAF från och med den 14 januari till och med den 4 augusti 2014. Från och med den 11 augusti 2014 till och med den 8 februari 2015 tjänstgjorde han vid Insatsstaben i Högkvarteret, varpå han var Mission Deputy Commander i Mogadishu, Somalia från och med den 9 februari 2015 till och med den 10 maj 2016. Han var tillförordnad ställföreträdande chef för Norrbottens regemente från och med den 1 september 2016 till och med den 31 december 2017 och är tillförordnad chef för Tredje brigaden från och med den 1 september 2016. Från och med den 1 januari 2018 är Siverstedt chef för Norrbottens regemente, Militärregion Nord och Bodens garnison.. 1 oktober 2018 överlämnades alla chefskap utom det för militärregionen till ny chef I19, öv Lindfors. Norra militärregionen bildade ett eget förband 1 januari 2020 med öv Siverstedt som förste fristående chef. I regionen ingår stab samt fem utbildningsgrupper och sju Hv-bataljoner, alla tidigare vid I19.